# 川口義久
川口 義久（かわぐち よしひさ、1879年（明治12年）1月26日 - 1945年（昭和20年）8月28日）は、日本の衆議院議員（政友本党→立憲政友会）、日本大学学長（1933年就任）。

## 経歴
神奈川県鎌倉郡瀬谷村（現在の横浜市瀬谷区）出身。日本大学を卒業後、オハイオ州立大学で学び、修士号を取得。さらにイェール大学大学院で学んで、法学博士の称号を得た。帰国後、日本大学の幹事、講師、学監、理事、教授、学長を歴任した。
また清浦内閣で小松謙次郎鉄道大臣の秘書官を務め、1924年（大正13年）の第15回衆議院議員総選挙に出馬し、当選。以後、5回の当選回数を数えた。その他、川口製糸株式会社社長、瀬谷銀行取締役、日華学会評議員なども務めた。